# K/DA
K/DA este un grup virtual de fete inspirat de K-pop format din patru versiuni tematice ale personajelor League of Legends: Ahri, Akali, Evelynn și Kai'Sa. Cântărețele americane Madison Beer și Jaira Burns și membrii (G)I-dle Miyeon și Soyeon sunt vocile lui Evelynn, Kai'Sa, Ahri și, respectiv, Akali, deși personajele au fost exprimate și de alți artiști. K / DA a fost dezvoltat de Riot Games, compania din spatele League of Legends, și prezentat la Campionatul Mondial League of Legends din 2018, cu o interpretare live în realitate augmentată a primei lor melodii, „Pop / Stars”. Un videoclip muzical al melodiei încărcate pe YouTube a devenit ulterior viral, depășind 100 de milioane de vizualizări într-o lună și ajungând la 400 de milioane de vizualizări, precum și în topul listei de vânzări de melodii digitale ale Billboard. Acest lucru va fi urmat de lansarea unui EP în 2020, intitulat „K/DA: ALL OUT” și cu 5 piese noi, în special melodia titlului „More”, deoarece a primit un videoclip care are peste 90 de milioane de vizualizări ca din aprilie 2021. 
Concepția K/DA s-a bazat pe dorința exprimată de Riot de a crea mai mult conținut muzical în viitor, cu personajele alese pe baza arhetipurilor K-pop. Grupul a fost creat pentru a promova Campionatul Mondial al Ligii și pentru a vinde skin-uri K/DA ale personajelor din League of Legends. K/DA a obținut ulterior o popularitate semnificativă atât în fandom, cât și dincolo de League of Legends și a primit aprecieri critice, în special pentru performanța lor în timpul Campionatului Mondial și impactul jocurilor pe scena muzicală.
1. ↑  Lee, Julia (27 august 2020). „League of Legends' pop group K/DA does it again with new single, 'The Baddest'”. Polygon (în engleză). Accesat în 27 august 2020.